# Aneurisma venoso

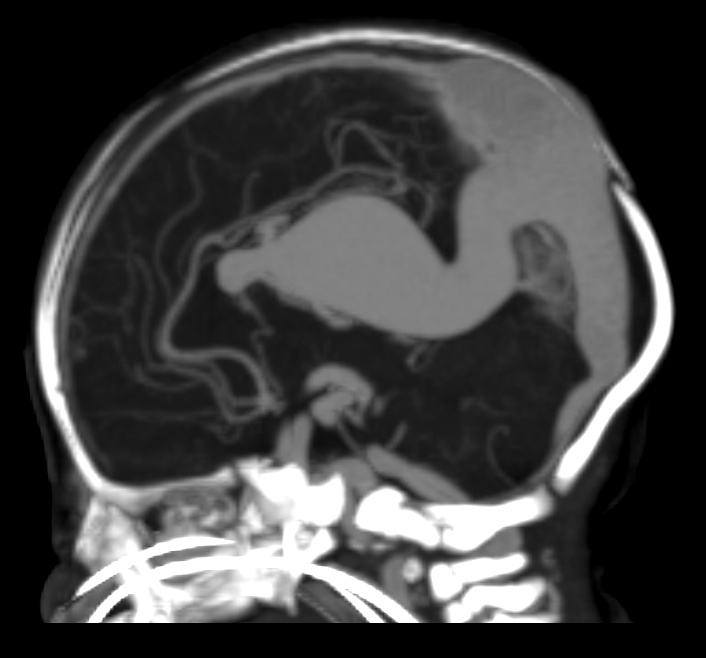
Aneurisma de la vena de Galeno.

Un aneurisma  es  una dilatación localizada de un vaso sanguíneo, en el caso de los aneurismas venosos son la dilatación circunscrita de una vena la cual muestra características histopatológicas bien definidas y un diámetro superior al doble del segmento venoso adyacente que no participa en esta dilatación.
Los aneurismas venosos pueden ser saculares o fusiformes, un dato muy importante al momento de plantear algún tratamiento, siendo que los aneurismas saculares tienen mayor probabilidad de trombosis como es descrito en los casos de aneurisma sacular de la vena poplítea que puede complicarse con tromboembolismo pulmonar.